# ジョイハウス
ジョイハウス株式会社は、かつて大阪府大阪市に本社を置いていた不動産会社。

## 概要
2001年12月に設立。当初は共同住宅の賃貸を主業務としていたが、2004年に阪神尼崎駅前に、ジョイハウスが事業主体となって複合商業施設「アマゴッタ」を開設した。「アマゴッタ」の建物は2011年3月にジョイハウスが取得している。
その後も2012年10月に奈良県上牧町にある「レインボープラザ西大和」を、2013年12月には京都府宇治市にある「レインボー小倉」をそれぞれ取得し、2015年11月期には約14億円の売上があった。
しかし、物件取得に伴う有利子負債の返済負担などにより、経営や資金繰りが悪化。このためジョイハウスは、2014年から2015年にかけて「アマゴッタ」「レインボープラザ西大和」を信託による不動産証券化したり、所有していた共同住宅を売却するなどしたが、経営改善には至らず、2016年に宅地建物取引業法による宅地建物取引業を廃止した。
2018年5月以降は、所有不動産について、債権者から不動産競売開始決定に基づく差押登記がされ、取引金融機関から債権が債権回収会社に売却される事態となるなど経営がさらに悪化。「レインボー小倉」も、2018年8月に核テナントであった近商ストアが撤退して以降テナントの閉店が相次いだ他、「レインボープラザ西大和」もテナントの閉店が相次ぎ、両施設の採算は悪化し、預り保証金の返還も進まなかった他、両施設の耐震補修の資金は無かった。両施設についてネット上では「廃墟のようだ」と話題となっていたという。最末期は「レインボー小倉」のみ所有していた。
その後債権者から第三者破産を申し立てられ、2021年7月1日に大阪地方裁判所から破産手続開始決定を受けた。負債総額は約30億円。

## 所有していた商業施設
- アマゴッタ（兵庫県尼崎市） - 他の企業へ譲渡
- レインボープラザ西大和（奈良県上牧町） - 他の企業へ譲渡
- レインボー小倉（京都府宇治市）